# ندن سفلی
ندن سفلی، روستایی از توابع بخش بهاباد شهرستان بافق در استان یزد ایران است.

## جمعیت
این روستا در 20 کیلومتری شهر بهاباد استان یزد قرار دارد و براساس سرشماری مرکز آمار ایران در سال ۱۳۸۵، جمعیت آن زیر 20 خانوار بوده‌است.